# مجلة البحوث الجيوفيزيائية
مجلة البحوث الجيوفيزيائية هي مجلة علمية يستعرضها الأقران. إنها المجلة الرئيسية للاتحاد الجيوفيزيائي الأمريكي .  مجلة البحوث الجيوفيزيائية هي مجلة علمية يستعرضها الأقران. إنها المجلة الرئيسية للاتحاد الجيوفيزيائي الأمريكي. وهو يتضمن بحوثاً أصلية عن العمليات الفيزيائية والكيميائية والبيولوجية التي تسهم في فهم الأرض والشمس والشمس. وهو يضم سبعة فروع: ألف (الفيزياء الفضائية)، باء (الأرض الصلبة)، جيم (المحيطات)، دال (الغلاف الجوي)، هاء (البلاينتس)، واو (السطح الأرضي)، زاي (علوم الأحياء). جميع الأعدد الحالية والسابعة متاحة على الإنترنت للمشتركين.

## التاريخ
أسس رئيس الاتحاد الجيوفيزيائي الأمريكي المجلة في الأصل تحت اسم الماجناطيسية الأرضية في عام 1896.  كان عنوانه المغناطيسية الأرضية وكهرباء الغلاف الجوي من 1899-1948. وفي عام 1980، أنشئت ثلاثة أقسام متخصصة: ألف: الفيزياء الفضائية، باء: الأرض الصلبة، وجيم: المحيطات. وفي وقت لاحق، أضيفت أجزاء أخرى: دال: الغلاف الجوي في عام 1984، وهاء: الكواكب في عام 1991، ووأو: سطح الأرض في عام 2003، وزاي: علوم الأحياء في عام 2005.

## الأقسام
فيما يلي نطاقات الفروع السبعة الحالية، المنشورة كمسائل منفصلة:
- أ: تغطي فيزياء الفضاء علم الطيران وفيزياء الغلاف المغناطيسي والأغلفة الجوية للكواكب والأغلفة المغناطيسية والفيزياء الشمسية بين الكواكب والخارجية والأشعة الكونية وفيزياء الغلاف الشمسي .
- ب : يركز الصلبة الأرض على الفيزياء والكيمياء من: الأرض الصلبة والسائلة الأساسية للأرض، المغناطيسية الارضية ، باليومغناطيسية ، والجيولوجيا البحرية / الجيوفيزياء والكيمياء والفيزياء من المعادن ، الصخور ، البراكين ، الزلازل ، الجيوديسيا ، الجاذبية ، و tectonophysics .
- س: المحيطات تغطي الفيزيائية والبيولوجية، والكيميائية علم المحيطات .
- د: الغلاف الجوي يغطي خصائص الغلاف الجوي وعملياته، بما في ذلك تفاعل الغلاف الجوي مع المكونات الأخرى لنظام الأرض.
- ي: تغطي الكواكب الجيولوجيا والجيوفيزياء والكيمياء الجيولوجية والغلاف الجوي والبيولوجيا وديناميكيات الكواكب والأقمار الصناعية والكويكبات والحلقات والمذنبات والنيازك ؛ أصول الكواكب والكشف عن الكواكب. يتم تضمين دراسات الأرض عندما تتعلق بالتأثيرات الخارجية أو مقارنة الأرض بالكواكب الأخرى.
- ف :يركز الأرض السطحية على العمليات الفيزيائية والكيميائية والبيولوجية التي تؤثر في الشكل والوظيفة من سطح الأرض الصلبة على جميع المستويات الزمانية والمكانية، بما في ذلك: النهرية ، eolian والساحلي نقل الرواسب . حركات التلال الجماهيرية. النشاط الجليدي والحيواني . التجوية والتشكيل . والمظاهر السطحية للبراكين والتكتونية .
- ج: تركز العلوم الجيولوجية الحيوية على التفاعل بين علم الأحياء وعلوم الأرض وتحاول فهم وظائف نظام الأرض عبر مقاييس مكانية وزمنية متعددة.

ولكل قسم واحد أو أكثر من المحررين يعينهم رئيس الاتحاد الجيوفيزيائي الأمريكي ويعملون به لفترات تتراوح بين ثلاث وأربع سنوات. ويمكن لكل محرر أن يعين بدوره محررين معاونين. 
ووفقا لما ذكره رئيس تحرير الفيزياء الفضائية، «عند الانتقال إلى ويلي، أعطيت الأقسام المنفصلة من الفريق العامل أرقام متميزة للشبكة. وهذا يعني أنه في غضون بضع سنوات، سيكون لكل قسم من أقسام فريق الخبراء المشترك عامل تأثير خاص به.» 

## الاستخلاص والفهرسة
وتُفهرس المجلة بواسطة GEOBASE وGeoRef و Scopus وPubMed وWeb of Science وعدة مؤشرات لوكالة الفضاء الكندية . ونشرت 2995 مقالة في عام 2010. ووفقا لتقارير المجلة، فإن عدد المجلات في عام 2010 يبلغ 303 3 في المائة، ويصنفها المرتبة الخامسة عشرة من أصل 165 مجلة في فئة «العلوم الجغرافية المتعددة التخصصات». وكانت مجلة البحوث الجيوفيزيائية - الغلاف الجوي أيضاً المنشور السادس الأكثر استشهاداً بشأن تغير المناخ بين عام 1999 و 2009

## مقالات بارزة
ومن بين الورقات الأكثر استشهاداً في مجلة البحوث الجيوفيزيائية (التي تتضمن أكثر من 1000 استشهاد لكل منها): 
- كاندي، د.ف؛ كينت، س.س (1995). "المعاير المنقحة للمقياس الزمني للقطبية المغنطيسية الأرضية للعصر الطباشيري المتأخر وحقبة الحياة الحديثة". مجلة البحوث الجيوفيزيائية. ج. 100 ع. B4: 6093–6095. Bibcode:1995JGR...100.6093C. DOI:10.1029/94JB03098.
- برون، ج.ن (1970). "الإجهاد التكتوني وأطياف موجات القص الزلزالية من الزلازل". مجلة البحوث الجيوفيزيائية. ج. 75 ع. 26: 4997–5009. Bibcode:1970JGR....75.4997B. DOI:10.1029/JB075i026p04997.
- بارسونز، ب.؛ سلاتر، ج.ج (1982). "تحليل الاختلاف في قياس الأعماق في قاع المحيط وتدفق الحرارة مع تقدم العمر". مجلة البحوث الجيوفيزيائية. ج. 82 ع. 5: 803–827. Bibcode:1977JGR....82..803P. DOI:10.1029/JB082i005p00803.
- وزير، ج.ب؛ الأردن، ت.ه (1983). "حركات لوحة اليوم". مجلة البحوث الجيوفيزيائية. ج. 83 ع. NB11: 5331–5354. Bibcode:1978JGR....83.5331M. DOI:10.1029/JB083iB11p05331.
- أليكس جينتر ، سي نيكولاس هيويت ، ديفيد إريكسون ، راي فال ، كريس جيرون ، توم جرايدل ، بيتر هارلي ، لي كلينجر ، مانويل ليرداو ، دبليو إيه مكاي ، توم بيرس ، بوب سكولز ، راينر شتاينبرشر ، راجا تالامراجو ، جون تايلور ، وبات زيمرمان (1995). "نموذج عالمي لانبعاثات المركبات العضوية المتطايرة الطبيعية". مجلة البحوث الجيوفيزيائية. ج. 100 ع. D5: 8873–8892. Bibcode:1995JGR...100.8873G. DOI:10.1029/94JD02950. مؤرشف من الأصل في 2020-10-09.
- كينل، س.ف؛ بيتشك، ه.ا (1966). "الحد من تدفقات الجسيمات المحتبسة بشكل ثابت". مجلة البحوث الجيوفيزيائية. ج. 71 ع. 1: 1–28. Bibcode:1966JGR....71....1K. DOI:10.1029/JZ071i001p00001.
- بريتش، ف. (1952). "مرونة وتكوين باطن الأرض". مجلة البحوث الجيوفيزيائية. ج. 57 ع. 2: 227–286. Bibcode:1952JGR....57..227B. DOI:10.1029/JZ057i002p00227.

## روابط خارجية
- الموقع الرسمي